# Aplicación de mensajería instantánea multiprotocolo
Una aplicación de mensajería instantánea multiprotocolo es un software cliente de una aplicación de mensajería instantánea que puede conectarse a múltiples redes de mensajería instantánea. Algunas redes con soporte son: AOL Instant Messenger, ICQ, Jabber/XMPP (incluyendo Google Talk, Gizmo5, y a otras redes basadas en XMPP), MSN Messenger, QQ, Yahoo! Messenger, así como las redes especializadas, tales como Novell GroupWise y Zephyr. Algunos ofrecen una interfaz de mensajería instantánea IRC.

## Ejemplos
- Adium, Fire, iChat, y Proteus (para Mac)
- Digsby, Miranda IM, y Trillian (para Windows)
- Kopete (para Linux y otros sistemas oprativos basados en Unix en KDE)
- Pidgin y SIM (multiplataforma)

## Soporte de protocolos

### Clientes de protocolos únicos
- aMSN - MSNP
- A-Talk
- BitWise IM
- Gale Messaging
- Google Talk
- Gyachi
- Interaction Chat
- Kadu (instant messenger) - GG
- Mail.ru Agent
- Microsoft Messenger para Mac - MSNP
- Tencent QQ
- TerraIM
- Skype
- Zephyr (software)
- Mercury Messenger - MSNP
- BigAnt Instant Messenger

### Clientes XMPP sin ningún tipo de multiprotocolo
- Exodus (instant messaging client)
- GOIM
- MindSpring
- Pandion (software)

### Clientes XMPP con soporte multiprotocolo
- Coccinella (software)
- Gajim
- Global Communications Network
- Google Talk ahora Hangouts
- iChat
- MCabber
- Psi (cliente de mensajería instantánea)
- psyced

### Clientes multiprotocolo: comparación
Información sobre los protocolos de mensajería instantánea que soporta cada cliente.
| Cliente                | Número de protocolos soportados | AIM       | ICQ     | Windows Live Messenger /antes MSN Messenger  | Yahoo! Messenger | IRC | XMPP /Jabber, Google Talk, etc                                 | Bonjour /antes Rendezvous | Novell GroupWise Messenger | Lotus Sametime | Gadu-Gadu           | QQ                   | OTR                 | Otros |
| ---------------------- | ------------------------------- | --------- | ------- | -------------------------------------------- | ---------------- | --- | -------------------------------------------------------------- | ------------------------- | -------------------------- | -------------- | ------------------- | -------------------- | ------------------- | --- |
| Adium                  | 17                              | Sí        | Sí      | Sí 16                                        | Sí               | No  | Sí                                                             | Sí 10                     | Sí                         | Sí             | Sí                  | Sí                   | Sí                  | LiveJournal, Yahoo! Japan, .Mac, Zephyr; extensible a través de plugins                                                            |
| AIM                    | 2                               | Sí        | Sí      | No                                           | No               | No  | No                                                             | No                        | No                         | No             | No                  | No                   | Con proxy           | No |
| Ayttm                  | 6                               | Parcial6  | parcial | Sí                                           | Sí               | Sí  | Sí                                                             | No                        | No                         | No             | No                  | No                   | No                  | No |
| BitlBee                | 5                               | Sí        | Sí      | Sí                                           | Sí               | No  | Sí                                                             | No                        | No                         | No             | No                  | No                   | Sí 20               | No |
| Centericq              | 6                               | Parcial6  | Sí      | Sí                                           | Sí               | Sí  | Sí                                                             | No                        | No                         | No             | Sí                  | No                   | No                  | ? |
| climm                  | 2                               | Parcial12 | Sí      | No                                           | No               | No  | Parcial13                                                      | No                        | No                         | No             | No                  | No                   | Sí                  | No |
| Digsby                 | 8                               | Sí        | Sí      | Sí                                           | Sí               | No  | Sí                                                             | No                        | No                         | No             | No                  | No                   | No                  | MySpace, Facebook |
| Ebuddy                 | 5                               | Sí        | No      | Sí                                           | Sí               | No  | Sí                                                             | No                        | No                         | No             | No                  | No                   | No                  | MySpace IM |
| EQO                    | 7                               | Sí        | Sí      | Sí                                           | Sí               | No  | Sí                                                             | No                        | No                         | No             | No                  | Sí                   | No                  | No |
| Fire                   | 7                               | Sí        | Sí      | Sí                                           | Sí               | Sí  | Sí                                                             | Sí 10                     | No                         | No             | No                  | No                   | No                  | No |
| Funpidgin              | 14                              | Sí        | Sí      | Sí 16                                        | Sí               | Sí  | Parcial15                                                      | Sí 10                     | Sí                         | Sí             | Sí                  | Sí                   | Con plugin1         | SILC, XFire, Zephyr, Blizzard Battle-Net Chat (con plugins)                                                                        |
| IBM Lotus Sametime     | 3                               | Sí 18     | No      | No                                           | Sí 18            | No  | Sí18                                                           | No                        | No                         | Sí             | No                  | No                   | No                  | SIP |
| iChat                  | 4                               | Sí        | No      | No                                           | No               | No  | Sí                                                             | Sí                        | No                         | No             | No                  | No                   | No                  | .Mac |
| ICQ                    | 2                               | Sí        | Sí      | No                                           | No               | No  | No                                                             | No                        | No                         | No             | No                  | No                   | No                  | No |
| imeem                  | 4                               | Sí        | No      | Sí                                           | Sí               | No  | Sí                                                             | No                        | No                         | No             | No                  | No                   | No                  | ? |
| IMVU                   | 6                               | Sí        | Sí      | Sí                                           | Sí               | No  | Sí                                                             | No                        | No                         | No             | No                  | No                   | No                  | IMVU |
| Instantbird            | 6                               | Sí        | Sí      | Sí                                           | Sí               | Sí  | Sí                                                             | No                        | No                         | No             | Sí                  | Sí                   | No                  | No |
| Jabberwocky            | 4                               | Sí        | Sí      | Sí                                           | Sí               | No  | No                                                             | No                        | No                         | No             | No                  | No                   | No                  | No |
| Kopete                 | 10                              | Sí        | Sí      | Sí                                           | Sí               | Sí  | Parcial15                                                      | No                        | Sí                         | Sí             | Sí                  | No                   | Sí                  | Skype (deprecated), WinPopup |
| Licq                   | 3                               | Sí        | Sí      | Sí                                           | No               | No  | No                                                             | No                        | No                         | No             | No                  | No                   | No                  | ? |
| MECA Messenger         | 5                               | Sí        | Sí      | Sí                                           | Sí               | No  | Sí                                                             | No                        | No                         | No             | No                  | No                   | No                  | No |
| Meebo                  | 5                               | Sí        | Sí      | Sí                                           | Sí               | No  | Sí                                                             | No                        | No                         | No             | No                  | No                   | No                  | Livejournal (via XMPP) |
| Meetro                 | 4                               | Sí        | Sí      | Sí                                           | Sí               | No  | No                                                             | No                        | No                         | No             | No                  | No                   | No                  | No |
| Miranda IM             | 16                              | Sí        | Sí      | Sí                                           | Sí               | Sí  | Sí                                                             | Sí                        | No                         | Sí             | Sí                  | Mediante un plugin21 | Sí                  | Skype, Tlen, LAN,5 Chat,5 XFire, MySpace IM                                                                                        |
| Naim                   | 3                               | Sí        | Parcial | No                                           | No               | Sí  | No                                                             | No                        | No                         | No             | No                  | No                   | No                  | Lily |
| OpenWengo              | 6                               | Sí        | Sí      | Sí                                           | Sí               | No  | Sí                                                             | No                        | No                         | No             | No                  | No                   | No                  | SIP/SIMPLE |
| Paltalk                | 3                               | Sí        | Sí      | No                                           | Sí               | No  | No                                                             | No                        | No                         | No             | No                  | No                   | No                  | |
| Pidgin (antes Gaim)    | 14                              | Sí        | Sí      | Sí 16                                        | Sí               | Sí  | Parcial15                                                      | Sí 10                     | Sí                         | Sí             | Sí                  | Sí                   | Mediante un plugin1 | SILC, XFire, Zephyr, Blizzard Battle-Net Chat (Mediante un plugins), Skype (Mediante un plugin)19, Facebook (Mediante un plugin)22 |
| pork                   | 2                               | Sí        | No      | No                                           | No               | Sí  | No                                                             | No                        | No                         | No             | No                  | No                   | No                  | |
| Proteus                | 8                               | Sí        | Sí      | Sí                                           | Sí               | No  | Sí                                                             | Parcial9                  | No                         | Sí             | Sí                  | No                   | Con proxy           | Yahoo! Japan |
| QIP                    | 2                               | Sí        | Sí      | No                                           | No               | No  | No                                                             | No                        | No                         | No             | No                  | No                   | No                  | No |
| QIP Infium             | 6                               | Sí        | Sí      | No                                           | No               | Sí  | Sí                                                             | No                        | No                         | No             | No                  | No                   | No                  | Mail.ru Agent, Phoning |
| Qnext                  | 6                               | Sí        | Sí      | Sí                                           | Sí               | Sí  | No                                                             | No                        | No                         | No             | No                  | No                   | No                  | Qnext |
| SIM                    | 6                               | Sí        | Sí      | Sí                                           | Sí               | No  | Sí                                                             | No                        | No                         | No             | No                  | No                   | No                  | LiveJournal |
| talk                   | 2                               | No        | No      | No                                           | No               | No  | No                                                             | No                        | No                         | No             | No                  | No                   | No                  | ntalk, ytalk |
| Trillian               | 5                               | Sí        | Sí      | Sí                                           | Sí               | Sí  | No                                                             | No                        | No                         | No             | No                  | No                   | No                  | No |
| Trillian Pro           | 8                               | Sí        | Sí      | Sí                                           | Sí               | Sí  | Parcial14, 15                                                  | Sí 10                     | Sí                         | Sí             | Mediante un plugin1 | Mediante un plugin1  | Mediante un plugin1 | Skype, XFire (Mediante un plugin)                                                                                                  |
| Trillian Astra         | 9                               | Sí        | Sí      | Sí                                           | Sí               | Sí  | Parcial14, 15                                                  | Sí 10                     | Sí                         | Sí             | Mediante un plugin1 | Mediante un plugin1  | No                  | Skype, ASTRA, MySpace, XFire (Mediante un plugin)                                                                                  |
| Windows Live Messenger | 2                               | No        | No      | Sí 16                                        | Sí               | No  | No                                                             | No                        | No                         | No             | No                  | No                   | No                  | No |
| Windows Messenger      | 3                               | No        | No      | Sí                                           | No               | No  | No                                                             | No                        | No                         | No             | No                  | No                   | No                  | SIP, EIM |
| Yahoo! Messenger       | 3                               | No        | No      | Sí                                           | Sí 17            | No  | No                                                             | No                        | No                         | Sí             | No                  | No                   | No                  | No |
|                        | Número de protocolos soportados | AIM       | ICQ     | Windows Live Messenger (antes MSN Messenger) | Yahoo! Messenger | IRC | XMPP /compatible con muchos protocolos, incluyendo Google Talk | Bonjour /antes Rendezvous | Novell GroupWise Messenger | Lotus Sametime | Gadu-Gadu           | QQ                   | OTR                 | Otros |